# Forholdet mellem Danmark og Schweiz
Forholdet mellem Danmark og Schweiz refererer til de nuværende og historiske relationer mellem Danmark og Schweiz. Danmark har en ambassade i Bern. Schweiz har en ambassade i København, men tilbyder kun konsulære tjenester fra det nordiske regionale konsulatcenter beliggende i Stockholm.  Diplomatiske forbindelser mellem Danmark og Schweiz blev etableret i 1945.

## Historie
En traktat om venskab, handel og etablering mellem Danmark og Schweiz blev underskrevet den 10. februar 1875.  Den første traktat mellem Danmark og Schweiz blev underskrevet den 10. december 1827. En anden traktat handlede om værnepligt, den blev underskrevet den 10. februar 1875. Før 1945 var Schweiz repræsenteret i Danmark gennem et konsulat i Sverige og et generalkonsulat i København. Da diplomatiske forbindelser blev etableret i 1945, åbnede Schweiz en legation i København og senere en ambassade. Den 22. juni 1950 underskrev Danmark og Schweiz en aftale vedrørende lufttrafik. Den 21. maj 1954 blev en konvention om socialforsikring underskrevet. En aftale om vejtransport blev underskrevet i 1989. Schweiz har også underskrevet en aftale med Færøerne.

## Økonomiske forbindelser
Handelen mellem Danmark og Schweiz er "udviklet".  Dansk eksport til Schweiz beløb sig til 4,6 mia. DKK, og schweizisk eksport til Danmark udgjorde 5 mia. DKK.   [kilde mangler]

## Statsbesøg
I september 2002 besøgte Schweiz' præsident Kaspar Villiger Danmark og Anders Fogh Rasmussen. Efter mødet sagde Fogh Rasmussen "Jeg har haft en god og konstruktiv diskussion med den schweiziske præsident". I marts 2008 besøgte den danske udenrigsminister Per Stig Møller Schweiz for at møde forbundsråd Micheline Calmy-Rey.